# Альфред Джон Норт
Альфред Джон Норт (англ. Alfred John North; 11 червня 1855 — 6 травня 1917) — австралійський орнітолог.

## Життєпис
Норт народився в Мельбурні і здобув освіту в Мельбурнській гімназії. У 1886 році призначений до Австралійського музею у Сіднеї і отримав там постійну посаду через п'ять років. Він написав книги «Перелік комахоїдних птахів Нового Південного Уельсу» (List of the Insectivorous Birds of New South Wales, 1897) та «Описовий каталог гнізд та яєць птахів, знайдених у Австралії та Тасманії» (Descriptive Catalogue of the Nests and Eggs of Birds Found Breeding in Australia and Tasmania, 1889) у співавторстві з Джорджем Бернардом.